# Ламоні
Ламоні (англ. Lamoni) — місто (англ. city) в США, в окрузі Декатур штату Айова. Населення — 1969 осіб (2020).

## Географія
Ламоні розташоване за координатами 40°37′13″ пн. ш. 93°56′3″ зх. д. / 40.62028° пн. ш. 93.93417° зх. д. (40.620189, -93.934162).  За даними Бюро перепису населення США в 2010 році місто мало площу 8,89 км², з яких 8,64 км² — суходіл та 0,25 км² — водойми.

### Клімат
| Клімат : Ламоні          | Клімат : Ламоні | Клімат : Ламоні | Клімат : Ламоні | Клімат : Ламоні | Клімат : Ламоні | Клімат : Ламоні | Клімат : Ламоні | Клімат : Ламоні | Клімат : Ламоні | Клімат : Ламоні | Клімат : Ламоні | Клімат : Ламоні | Клімат : Ламоні |
| Показник                 | Січ.            | Лют.            | Бер.            | Квіт.           | Трав.           | Черв.           | Лип.            | Серп.           | Вер.            | Жовт.           | Лист.           | Груд.           | Рік             |
| Середній максимум, °C    | −0,6            | 2,8             | 9,4             | 16,1            | 22,2            | 27,8            | 30,6            | 29,4            | 25,0            | 17,8            | 8,9             | 1,7             | 16,1            |
| Середній мінімум, °C     | −11,1           | −8,3            | −2,2            | 3,3             | 10,6            | 15,6            | 18,3            | 17,2            | 11,7            | 5,0             | −2,2            | −8,3            | 3,9             |
| Норма опадів, мм         | 26              | 36              | 68              | 98              | 125             | 108             | 125             | 115             | 110             | 84              | 67              | 39              | 1000            |
| ------------------------ | --------------- | --------------- | --------------- | --------------- | --------------- | --------------- | --------------- | --------------- | --------------- | --------------- | --------------- | --------------- | --------------- |
| Джерело: Weather Channel |                 |                 |                 |                 |                 |                 |                 |                 |                 |                 |                 |                 |                 |

## Демографія
Згідно з переписом 2010 року, у місті мешкали 2324 особи в 770 домогосподарствах у складі 427 родин. Густота населення становила 262 особи/км².  Було 927 помешкань (104/км²).
Расовий склад населення:
| - 88,6 % — білих - 5,7 % — чорних або афроамериканців - 1,1 % — азіатів - 0,7 % — вихідців з тихоокеанських островів - 0,6 % — корінних американців - 1,2 % — осіб інших рас |

До двох чи більше рас належало 2,0 %. Частка іспаномовних становила 4,5 % від усіх жителів.
За віковим діапазоном населення розподілялося таким чином: 16,4 % — особи молодші 18 років, 68,1 % — особи у віці 18—64 років, 15,5 % — особи у віці 65 років та старші. Медіана віку мешканця становила 23,5 року. На 100 осіб жіночої статі у місті припадало 98,6 чоловіків;  на 100 жінок у віці від 18 років та старших — 96,9 чоловіків також старших 18 років.
Середній дохід на одне домашнє господарство  становив 46 059 доларів США (медіана — 32 277), а середній дохід на одну сім'ю — 61 998 доларів (медіана — 46 750). Медіана доходів становила 36 417 доларів для чоловіків та 33 194 долари для жінок. За межею бідності перебувало 23,0 % осіб, у тому числі 21,9 % дітей у віці до 18 років та 8,7 % осіб у віці 65 років та старших.
Цивільне працевлаштоване населення становило 1257 осіб. Основні галузі зайнятості: освіта, охорона здоров'я та соціальна допомога — 54,6 %, роздрібна торгівля — 9,9 %, мистецтво, розваги та відпочинок — 9,6 %.